# Кі-Віста (Флорида)
Кі-Віста (англ. Key Vista) — переписна місцевість (CDP) в США, в окрузі Паско штату Флорида. Населення — 1680 осіб (2020).

## Географія
Кі-Віста розташоване за координатами 28°11′41″ пн. ш. 82°46′13″ зх. д. / 28.19472° пн. ш. 82.77028° зх. д. (28.194695, -82.770376).  За даними Бюро перепису населення США в 2010 році переписна місцевість мала площу 1,96 км², уся площа — суходіл.

## Демографія
Згідно з переписом 2010 року, у переписній місцевості мешкало 1757 осіб у 641 домогосподарстві у складі 525 родин. Густота населення становила 898 осіб/км².  Було 718 помешкань (367/км²).
Расовий склад населення:
| - 89,2 % — білих - 6,0 % — азіатів - 1,4 % — чорних або афроамериканців - 0,3 % — корінних американців - 1,0 % — осіб інших рас |

До двох чи більше рас належало 2,0 %. Частка іспаномовних становила 6,3 % від усіх жителів.
За віковим діапазоном населення розподілялося таким чином: 25,3 % — особи молодші 18 років, 57,6 % — особи у віці 18—64 років, 17,1 % — особи у віці 65 років та старші. Медіана віку мешканця становила 41,6 року. На 100 осіб жіночої статі у переписній місцевості припадало 97,9 чоловіків;  на 100 жінок у віці від 18 років та старших — 95,4 чоловіків також старших 18 років.
Середній дохід на одне домашнє господарство  становив 79 992 долари США (медіана — 71 140), а середній дохід на одну сім'ю — 84 211 долар (медіана — 72 390). Медіана доходів становила 61 542 долари для чоловіків та 37 917 доларів для жінок. За межею бідності перебувало 2,7 % осіб, у тому числі 3,5 % дітей у віці до 18 років та 0,0 % осіб у віці 65 років та старших.
Цивільне працевлаштоване населення становило 548 осіб. Основні галузі зайнятості: освіта, охорона здоров'я та соціальна допомога — 24,1 %, роздрібна торгівля — 18,6 %, науковці, спеціалісти, менеджери — 17,2 %.